# 北海道のローカルヒーロー一覧
北海道のローカルヒーロー一覧（ほっかいどうのローカルヒーローいちらん）は、北海道で作られたローカルヒーローの一覧記事。

## 一覧
- 雅楽戦隊ホワイトストーンズ - 札幌市白石区「だけ」の平和を守る全身白タイツのヒーロー。北海道テレビ放送の深夜番組『モザイクな夜V3』から誕生し、その後同局の深夜番組『水曜どうでしょう』を経て、『ドラバラ鈴井の巣』で放送され、ドラバラ版のみ後にDVD化された。
- グルメ戦隊ハナタレンジャー - 北海道テレビ放送の深夜番組『ハナタレナックス』発。
- 応援戦士ハレバレブレイバー - 札幌テレビ放送の番組『ハレバレティモンディ』発。コスチュームや殺陣などイカダベッサーが協力している。
- GO!GO!ゴミレンジャー - 札幌市環境局の企画によるローカル戦隊。演劇と朗読劇でゴミの分別を啓蒙する。
- CO2へらすんジャー - 札幌市環境局によるPR用のキャラクター。初期はブリスキー・ザ・ベアー(北海道日本ハムファイターズ)など札幌市のスポーツチームマスコットや他キャンペーンのマスコットで混成されていた。
- 清掃戦隊ごみレンジャー - 北海道工業大学の学生が札幌市でボランティア活動をしているローカル戦隊。
- デジタル宣隊★アナレンジャー - 北海道の地上波放送局6局が共同で企画したローカル戦隊。地上デジタルテレビ放送の普及が目的。
- 安全戦隊シートベルダー - STVラジオの番組『ドライビングパートナー・STVホットライン』発。シートベルト着用促進など交通安全運動が中心。
- ジンギスマン - 札幌市。地元企業のほくみんがイラスト入りTシャツ販売で展開。
- ラーメン戦隊5麺ジャー - 函館市のローカル戦隊。ラーメンによる地域活性化が目的。
- 五稜郭タワーロボット - 函館市発のCGによるWeb動画『函館壊滅!?タワーロボVSイカール星人』に登場する巨大ロボット。
- 函館鮮士イカダベッサー - 函館市のローカルヒーロー。宇宙密漁団に狙われる函館のグルメと平和を守る。
- カモメンジャー - 釧路市の道立釧路芸術館の演劇発。
- 観光宣隊しんとくレンジャー - 新得町のローカル戦隊。地元の特産品がモチーフ。

- 銀河特警 宇宙デカ - 後志地方を中心にキャラクターショー活動を行っている。
- どさんこ戦隊ハルニレンジャー - 豊頃町の3人組戦隊。地元活性化が目的。
  - ハルニレンジャイ - どさんこ戦隊ハルニレンジャーの前身。
- ウルトラレブン - 1992年の札幌テレビ放送の番組『土YO2ずっぴょんか～ん!』発。礼文島のヒーロー。
- サーモンライダー - 石狩市のヒーロー鮭の化身「サーモンライダー」。初期は半年に1回、その後年3～4回ショーで活躍。
- 海商マン（うみしょう-） - 北海道小樽市・銭函の海商（海産物販売で、2010年に倒産）のイメージキャラクター。値切り交渉の味方をしてくれる。蟹型ヘルメットと赤をベースにした衣装。
- ふきだし戦隊ウオスクレンジャー - 京極町のローカル戦隊。地元の活性化が目的。
- 江別消防特別機動救助隊員レスキューマン - 江別市の劇団うわのそらによるヒーロー。
- 動物戦隊ライオレンジャー - 江別市のローカル戦隊。
- サロベツサブレンジャー - 豊富町のローカル戦隊。毎夏限定で、豊富ビジターセンターを中心に活動。
- 米飯普及戦士コメファイター - 留萌市のローカル戦隊。地元産米の消費とアピールのために企画された。
- まりもっこり - 阿寒湖のマリモをモチーフにしたマスコットキャラクター。戦隊ヒーロー風やスーパーマン風のスーパーまりもっこりなどご当地ヒーローアレンジのバージョンがある。STVラジオの番組『喜瀬ひろしのときめきワイド』などで大々的に取り上げられている。
  - しげもっこり - 富良野市。まりもっこりの実写バージョン。
- 湧別戦隊産業レンジャー -「ホッカイシマエビ」、「ホタテ」、「鮭」、「牛」、「とうもろこし」をモチーフにした湧別町のローカル戦隊。
- ウィンター戦隊さぶぅレンジャー - 中富良野町のローカル戦隊。
- 地産戦隊ビバレンジャー - 美唄市のローカル戦隊。
- ナカシベチョージャ - 北海道中標津町の中標津青年会議所が生んだローカルヒーロー。蛇のようなヘルメットをかぶった謎の青い戦士。04年12月の家族忘年会でJCレンジャーと共演。
- JCレンジャー - 北海道中標津町の青年会議所メンバーによるご当地戦隊。コスチュームはエンカイダーの改造で、他のエンカイダー使用戦隊と異なり、顔が出ている。
- TOBUレンジャーギガルス（とうぶ-） - 中標津町の民間会社によるヒーロー。
- 洞爺湖宣隊ジオレンジャー - 洞爺湖・有珠山・壮瞥滝をモチーフとしたゆるキャラ風ローカルヒーロー。洞爺湖有珠山の世界ジオパーク認定に因んでトーレンジャーからジオレンジャーに。イラストのみ。
- 地球戦隊 トウヤマン - 洞爺湖町
- カムイ戦隊ウエペケレンジャー - ウエペケレに登場するカムイたちをモチーフとした防衛隊。北海道の水と緑と子供たちを守るために道内各地から集合。イラストのみ。
- 羊神ジンギリバー - 滝川市のローカルヒーロー。天敵である「過疎化」や「不況」に立ち向かう。2012年8月に誕生。
- アグリファイター・ノースドラゴン - 北竜町の農業戦隊ヒーロー。JAきたそらち北竜支所が企画。自然の恵みに感謝して、町の平和を守る！！バットクラップは俺たちノースドラゴンが倒す！！北海道北竜町の美味しいお米「ひまわりライス」をＰＲし、食育をテーマにアクションショーを行う。2013年2月に誕生。
- 装甲侍無頼鬼怨 (そうこうざむらいぶらきおん) - 伊達市大滝のローカルヒーロー。代表曲「フラノの歌」で知られるシンガーソングライター斉藤竜明のプロデュースにより、2014年6月16日に大滝ケーブルテレビで放送を開始した。。[1]
- 援神翔臨カムイエース - 旭川市を中心に活躍しているローカルヒーロー。シマフクロウをモチーフに子供たちとの触れ合いを大切にしながら、故郷活性化の一翼を担うべく道外へも遠征し活動を続けている。
- 帯ヒーロー　雷炎の化神　ジバサンダー - 帯広市のローカルヒーロー。2014年6月15日、帯広を愛し、地場産品を愛し、活性化へと奮闘する「十佳地ヘイヤ」の元へ降臨し融合した。
- 白い閃光 DO★カイザー - 札幌市の民間会社「エスベース」が企画・制作したローカルヒーロー。絶滅したエゾオオカミをモチーフとしている。
- 舞神 双嵐龍(ソーランドラゴン) - 札幌市とつくば市を中心に、遠くは東南アジアやヨーロッパなど海外にまで活動の幅を広げている双子のローカルヒーロー。その名の通り、YOSAKOIソーランの踊りをベースとした独特の戦闘スタイルが特徴。
- オホーツクヒーロー連合
  - 砕氷船士ガリヤー - 紋別市のローカルヒーロー。ガリンコ号IIとカニをモチーフとしている。笑顔の連鎖で世界平和と紋別の地域活性化が目的。両腕のドリルを回転させて放つ必殺技、アルキメディアン・スクリューパンチでワルゴーリ帝国をこらしめる。
  - 鳥戦士ミントリガー - 北見市のローカルヒーロー。
  - 太陽戦士エンガイザー　ライジング＆ドラゴン - 遠軽町のローカルヒーロー。
  - セイリュウジン（清竜神）北海道、清里町の非公認ローカルヒーロー。人々の純粋な心ピュアソウルを狙うカーレル帝国と戦うヒーローとして2017年7月にデビュー。清里町のゆるキャラの「きよっぴ」を「きよっぴ剣」として装備して戦うことが可能。
- ガヲク-Respect for HERO - 札幌市に住むただのヒーローヲタクが変身する。
- 蝦夷戦記ビエイド EZO BIEID - 秘密結社ヒルザダークの人体改造実験手術によりキメラ生物兵器コードネームE.Z.O.として美瑛町で誕生した。北海道に生息する様々な動物をモチーフに2022年4月活動開始。